# هرچی خدا بخواد
هرچی خدا بخواد فیلمی ایرانی محصول ۱۳۸۹ به کارگردانی نوید میهن‌دوست است و از بازیگران آن پوریا پورسرخ، ترانه علیدوستی، رضا عطاران، حامد کمیلی، سعید آقاخانی ارژنگ امیرفضلی و تینا آخوندتبار هستند

## خلاصه داستان
به ونداد طاهری اطلاع می‌دهند که پدرش در جزیره کیش فوت کرده‌است. همزمان به پارمیدا نصیری هم اطلاع می‌دهند که مادرش در جزیره کیش دچار سانحه شده و مرده‌است. داستان فیلم از فرودگاه مهرآباد شروع میشود جایی که ونداد طاهری (حامد کمیلی) و پارمیدا نصیری (ترانه علیدوستی ) همزمان با هم برای سوار شدن به هواپیمای کیش، به کانتر می‌رسند...

## بازیگران
| بازیگر         | نقش           |
| -------------- | ------------- |
| حامد کمیلی     | ونداد طاهری   |
| ترانه علیدوستی | پارمیدا نصیری |
| رضا عطاران     | دایی          |
| پوریا پورسرخ   | ایمان طاهری   |
| سعید آقاخانی   | بید خوری      |
| فرهاد اصلانی   | شیخ طاهر      |
| فرهاد اصلانی   | شیخ قادر      |
| بهاره رهنما    | پروانه        |
| بهنوش بختیاری  | تاج‌الدینی     |
| ارژنگ امیرفضلی | سیامک         |
| تینا آخوندتبار | یلدا          |